# Nagasawa Tetsu
Tetsu Nagasawa (sinh ngày 28 tháng 5 năm 1968) là một cầu thủ bóng đá người Nhật Bản.

## Sự nghiệp câu lạc bộ
Tetsu Nagasawa đã từng chơi cho Júbilo Iwata và Honda.